# Stadtlauf

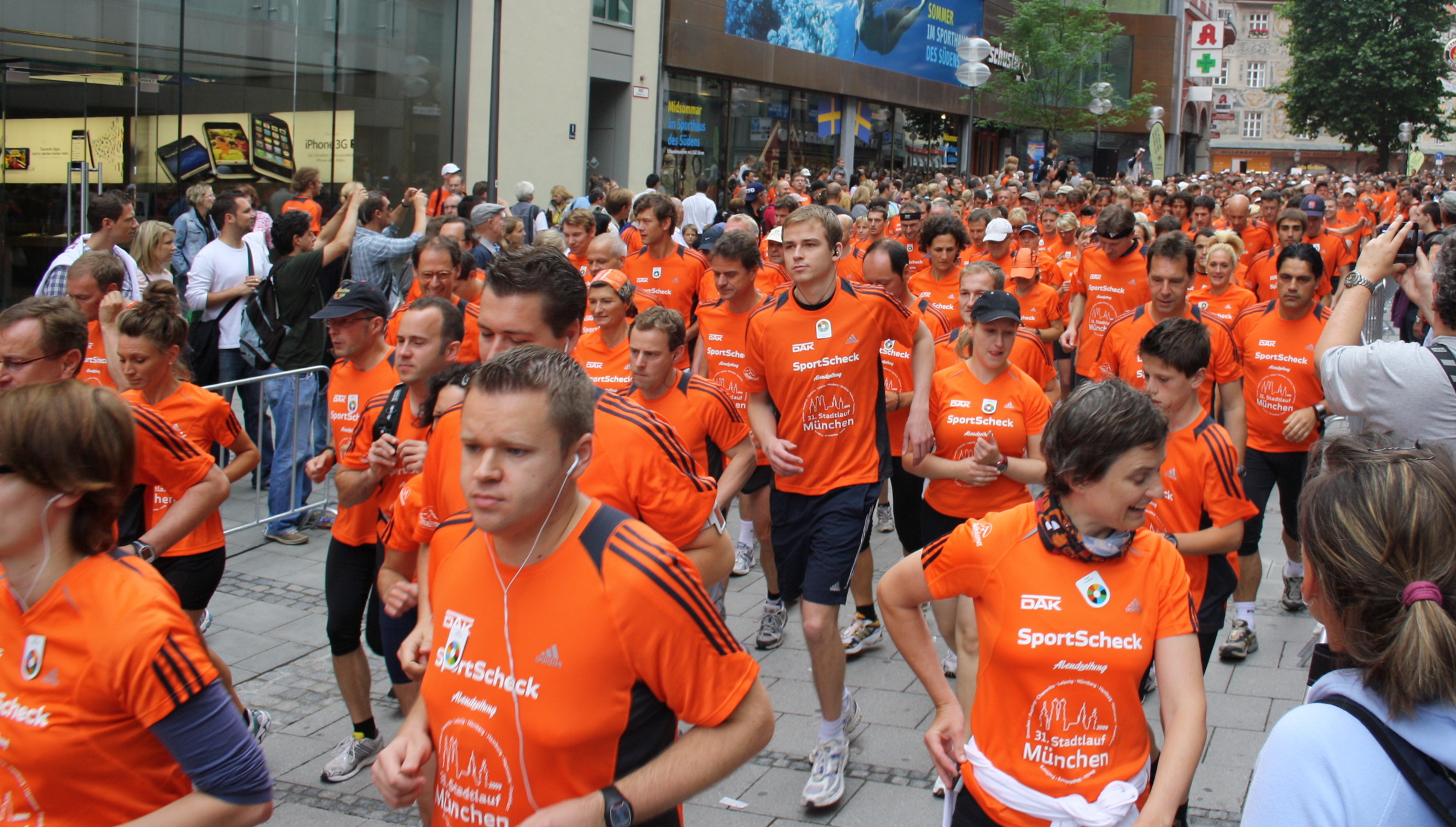
Münchner Stadtlauf 2009

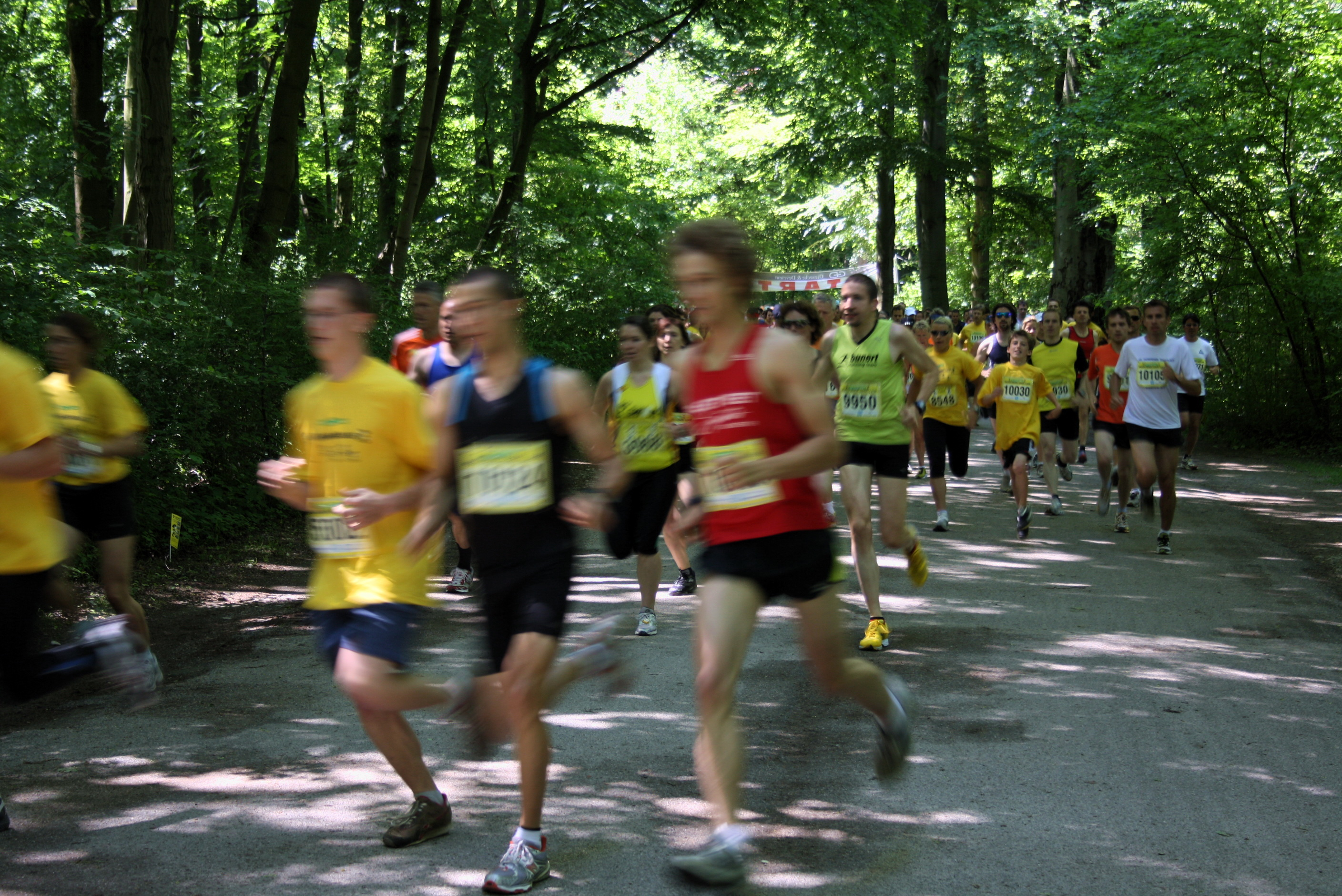
Münchner-Kindl-Lauf im Englischen Garten 2009

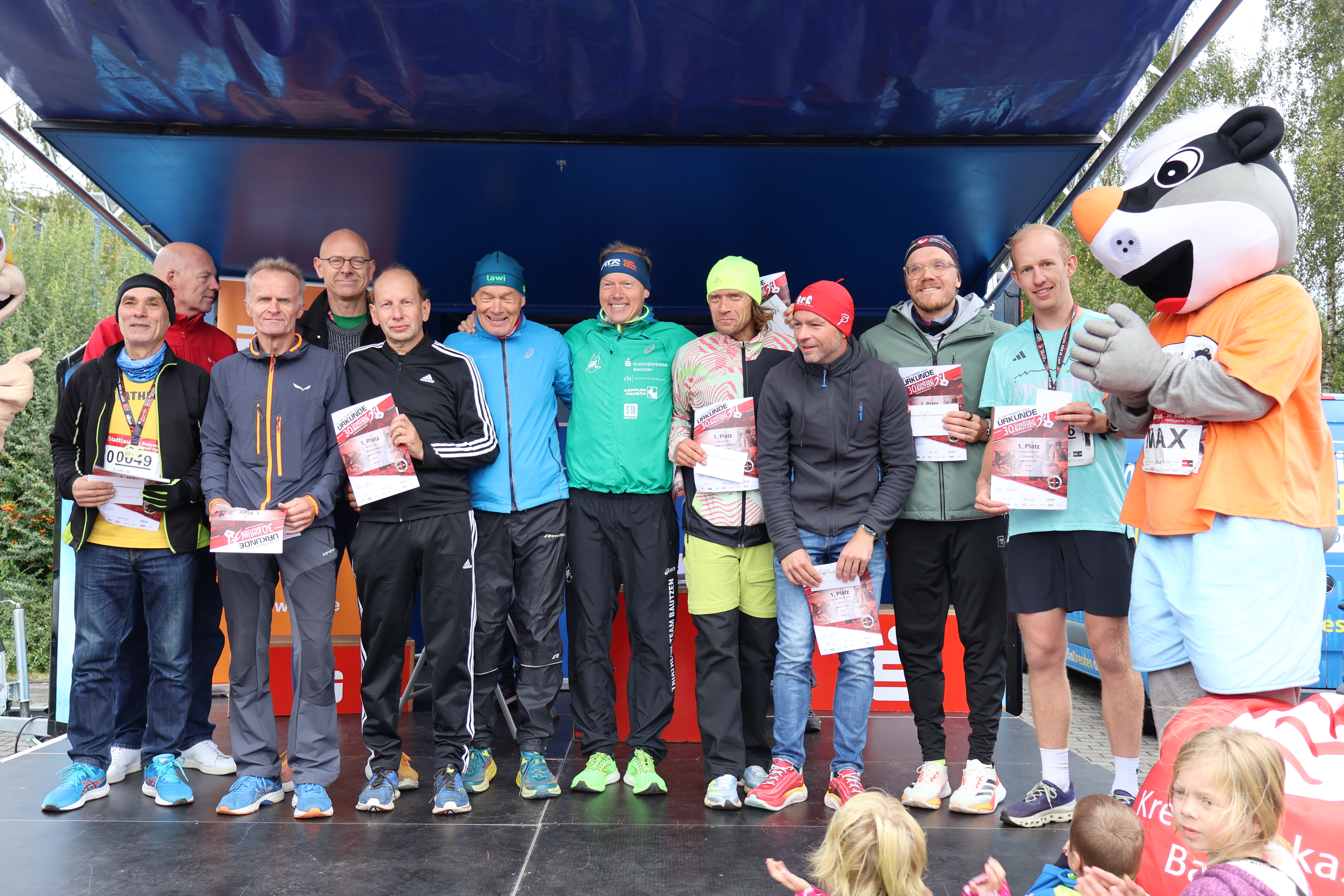
Bautzener Stadtlauf 2024 – Siegerehrung nach Altersklassen

Ein Stadtlauf ist eine Laufsportveranstaltung, deren Laufstrecke überwiegend durch städtisches Gebiet führt. Von Stadt zu Stadt können die Teilnahmebedingungen und Distanzen sehr unterschiedlich ausfallen, gelaufen werden jedoch fast ausschließlich Distanzen zwischen Mittelstrecke (3000 m) und Marathondistanz. Ein Stadtlauf kann als Volkslauf, Straßenlauf oder kombinierter Straßen-/Volkslauf ausgeführt werden. Durch den umgangssprachlichen Gebrauch ist eine klare und eindeutige Definition schwierig.
Einer der ersten Stadtläufe Deutschlands fand am 21. September 1919 in Halle unter dem Namen „Quer durch Halle“ statt.
Seit den 1980er Jahren sind die Stadtläufe sehr populär geworden und haben teilweise Volksfestcharakter, bedingt zum einen durch hohe Teilnehmerzahlen (mittlerweile sind die meisten Stadtläufe auch oder nur Volksläufe ohne Teilnahmebeschränkungen und offen für alle Altersklassen) und zum anderen durch ihre hohe Attraktivität für die Zuschauer, die Teilnehmer aus ihrem Umfeld mit Leistungssportlern in ein und demselben Wettbewerb zusehen können, ohne dafür eine weite Anreise in Kauf nehmen oder Eintritt zahlen zu müssen.
Der derzeit nach Teilnehmerzahlen weltweit größte Stadtlauf ist der JPMorgan Chase in Frankfurt, der 5,6 km quer durch Frankfurt führt und mit 73.719 Läuferinnen und Läufern aus 2.589 Firmen im Jahr 2008 wiederum einen neuen Rekord aufstellte.